# Kvik Halden
Maillots
Dernière mise à jour : 1er décembre 2024.
Le Kvik Halden FK est un club norvégien de football basé à Halden.

## Historique
- 1906 : fondation du club sous le nom de Kvik FK
- 1999 : le club est renommé Kvik Halden FK

## Palmarès
- Coupe de Norvège de football
  - Vainqueur : 1918
  - Finaliste : 1915, 1922